# Radikal 123
Radikal 123 mit der Bedeutung „Schaf, Ziege“ ist eines von 29 der 214 traditionellen Radikale der chinesischen Schrift, die mit sechs Strichen geschrieben werden.
Mit 26 Zeichenverbindungen in Mathews’ Chinese-English Dictionary gibt es relativ wenige Schriftzeichen, die unter diesem Radikal im Lexikon zu finden sind.
Das Radikal „Ziege“ nimmt nur in der Langzeichen-Liste traditioneller Radikale, die aus 214 Radikalen besteht, die 123. Position ein. In modernen Kurzzeichen-Wörterbüchern kann es sich an ganz anderer Stelle finden. Im Neuen chinesisch-deutschen Wörterbuch aus der Volksrepublik China steht es zum Beispiel an 157. Stelle.
Das Schriftzeichen entwickelte sich aus dem Bild einer Ziege bzw. eines Schafes von vorne mit ihren Hörnern. Orakelknochen und Bronzeschrift-Form zeigen den Kopf eines Schafes mit zwei gekrümmten Hörnern oben. Die beiden Striche auf dem heutigen Zeichen 羊 erinnern noch daran.
Varianten des Radikals sind die linksseitige Form in 着 (= berühren) oder 羚 (= Antilope) und in der Kopfposition wie in 美 (mei = schön) und 羔 (= Lamm). Die erste dieser Varianten wird bisweilen 斜尾羊 (xieweiyang = Schiefschwanz-Schaf) genannt, die zweite 羊字头 (yangzitou = Schafkopf) oder 没尾羊 (meiweiyang = schwanzloses Schaf).
善 (= gutherzig) enthält 羊, das unten jedoch durch einen vierten Horizontalstrich abgeschlossen wird, so dass es wie ein eigenes Radikal aussieht. Die SchrägSchwanz-Variante wie in 羌 (Qiang, ein Nationalitätenname), 养 (= ernähren), 差 (in: 差错 = Fehler), 羞 (in: 羞耻 xiuchi = Schamgefühl) oder 着 (in: 着火 zhaohuo = Feuer fangen) kommt so oft vor, dass ältere Nachschlagewerke sie häufig getrennt führten.
Die Ziege (未 wèi) oder das Schaf (羊 yáng) gilt nach dem chinesischen Kalender als artig. Bei ihr überwiegt die Yin-Energie.
In westlichen Büchern über chinesische Astrologie liest man manchmal „Schaf“ statt „Ziege“, was die eigentliche Bedeutung des Zeichens ist.

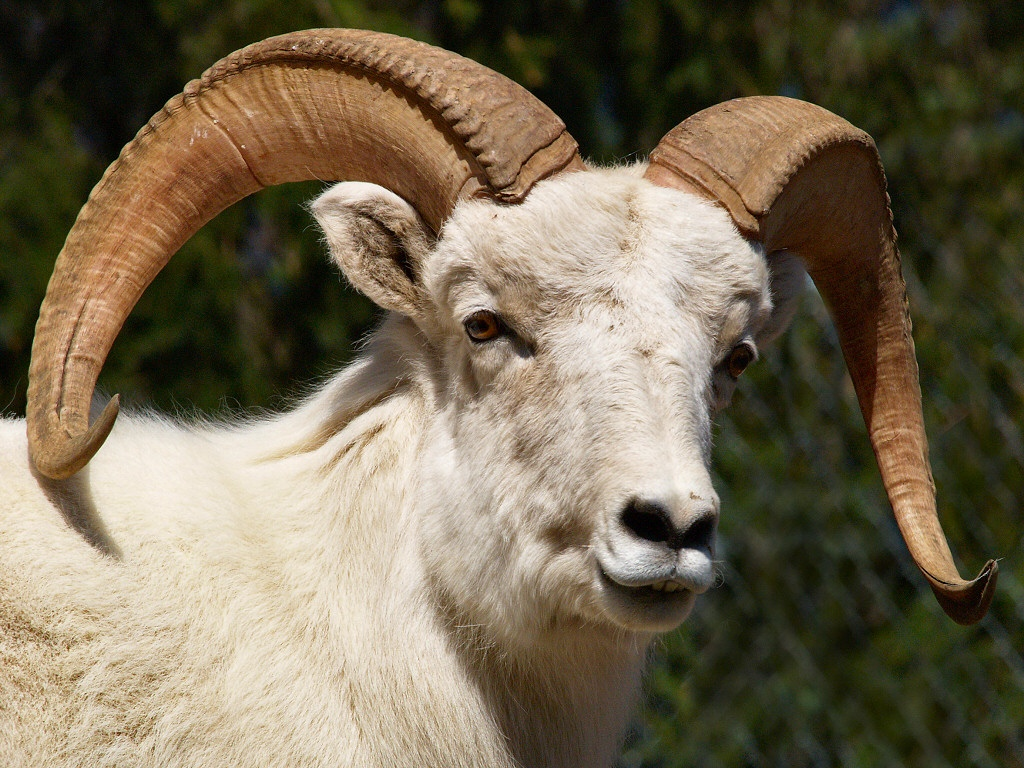
Hausziege (羊)

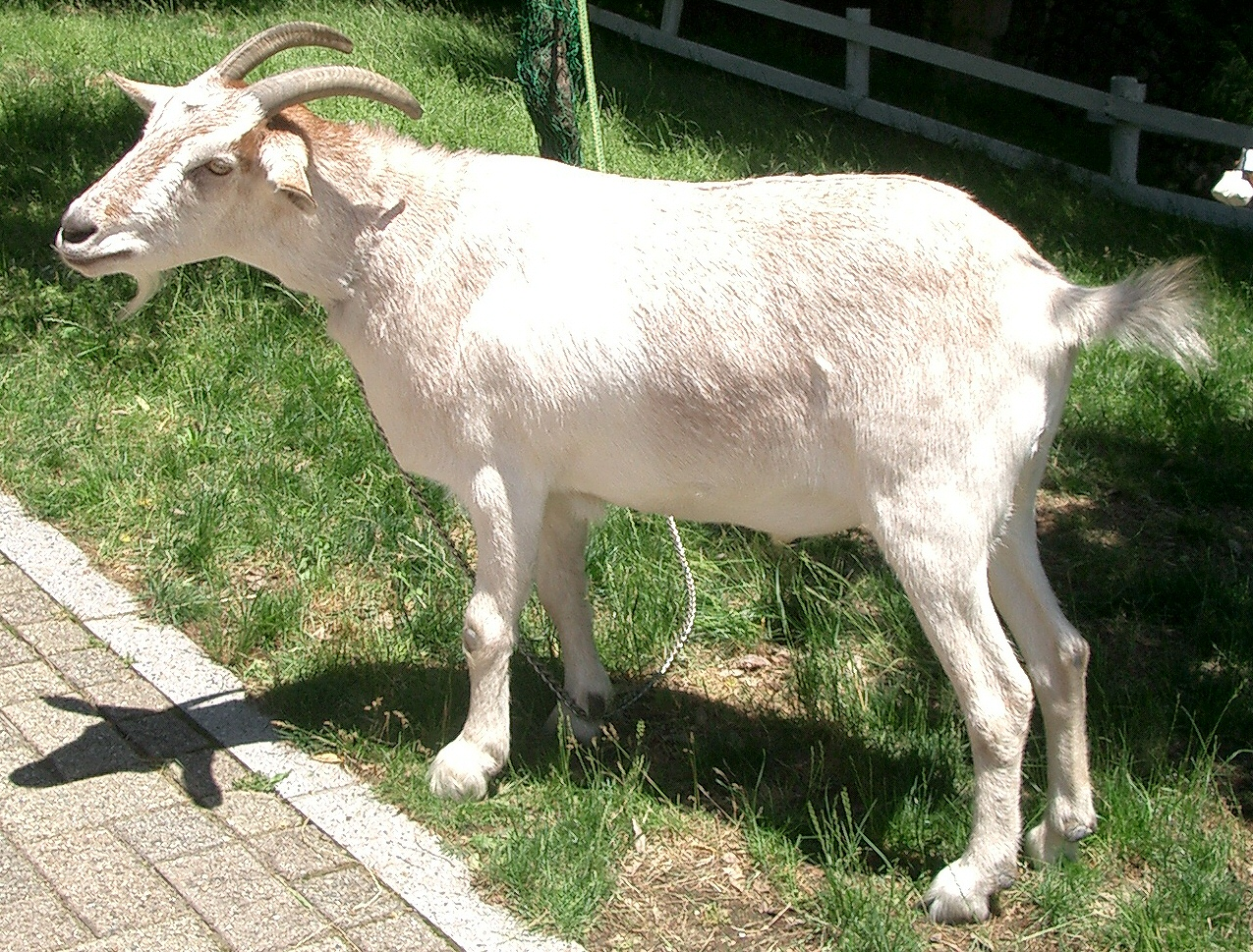
Ziege (山羊)

Schafs- bzw. Ziegenjahre sind:
| 13. Februar | 1907 bis 01. Februar | 1908 – Feuer  |
| 01. Februar | 1919 bis 19. Februar | 1920 – Erde   |
| 17. Februar | 1931 bis 05. Februar | 1932 – Metall |
| 05. Februar | 1943 bis 24. Januar  | 1944 – Wasser |
| 24. Januar  | 1955 bis 11. Februar | 1956 – Holz   |
| 09. Februar | 1967 bis 29. Januar  | 1968 – Feuer  |
| 28. Januar  | 1979 bis 15. Februar | 1980 – Erde   |
| 15. Februar | 1991 bis 03. Februar | 1992 – Metall |
| 01. Februar | 2003 bis 21. Januar  | 2004 – Wasser |
| 19. Februar | 2015 bis 07. Februar | 2016 – Holz   |

## Schriftzeichenverbindungen, die vom Radikal 123 regiert werden
| Striche | Zeichen                 |
| ------- | ----------------------- |
| +0      | 羊                      |
| +01     | 羋                      |
| +02     | 羌                      |
| +03     | 羍 美 羏 羐 羑          |
| +04     | 羒 羓 羔 羕 羖 羗 羘 羙 |
| +05     | 羚 羛 羜 羝 羞 羟       |
| +06     | 羠 羡 羢                |
| +07     | 羣 群 羥 羦 羧 羨 義 羪 |
| +08     | 羫                      |
| +09     | 羬 羭 羮 羯 羰          |
| +10     | 羱 羲                   |
| +12     | 羳 羴 羵                |
| +13     | 羶 羷 羸 羹             |
| +14     | 羺                      |
| +15     | 羻 羼                   |

 Im Unicodeblock Kangxi-Radikale ist das Radikal 123 unter der Codepointnummer 12.154 (U+2F7A) codiert.